# Teluk Raya
Teluk Raya is een bestuurslaag in het regentschap Muaro Jambi van de provincie Jambi, Indonesië. Teluk Raya telt 1705 inwoners (volkstelling 2010).